# Fizz
Fizz（フィズ）は、2005年に設立された有限会社スタジオナレッジによる日本のアダルトゲームブランド。
パートナーブランドの一つであり、コミックマーケットやDreamPartyでは「戯画/パートナーブランド」のブースに出展することが多い。2005年当初のブランド名は「Fizz feat.戯画」、公式ウェブサイトのURLは「http://www.web-giga.com/fizz/」だった。ブランド名の「Fizz」は、ソーダ水で割ったカクテルに由来する。

## 略歴
- 2017年4月1日時点、ソフ倫正会員を脱退。
- 2018年1月現在、ホームページにアクセスできなくなっており、スタジオナレッジは更新が続いている。

## 作品
Fizz
- 恋もも（2005年11月25日、「Fizz feat.戯画」名義）
- ましろぼたん（2007年3月23日）
  - ましろぼたんミニファンディスク 〜ゆかなんのホワイトバレンタイン〜（2007年8月24日）
- 朝凪のアクアノーツ（2008年4月25日）
  - 朝凪のアクアノーツ（廉価版）（2010年9月24日）
- さくらテイル（2009年10月30日）
  - さくらのしっぽ 〜さくらテイルファンディスク〜（2010年1月26日）
- 恋するコトと見つけたり!（2011年12月22日）

ICHIGO Fizz
- ノスフェラトゥのオモチャ☆彡（2013年6月28日）

## スタッフ
- 原画：闇野ケンジ、水月悠
- シナリオ：雪村戌、小野楽園
- 音楽（主題歌歌手）：ave;new（佐倉紗織）、Elements Garden（榊原ゆい）

## 関連商品
- Fizzイラストワークス - 2012年3月26日発売。マックスより出版。『恋もも』〜『恋するコトと見つけたり!』の5作品のイラストおよびWeb上に掲載されたコミック作品を収録した画集。ISBN 978-4-86379-148-0